# Musschia wollastonii
Musschia wollastonii là loài thực vật có hoa trong họ Hoa chuông. Loài này được Lowe mô tả khoa học đầu tiên năm 1856.